# La Chabanne (Allier)
Pour les articles homonymes, voir La Chabanne et Chabanne.
La Chabanne est une commune française rurale, située dans le département de l'Allier, en région Auvergne-Rhône-Alpes.

## Géographie

### Localisation
La Chabanne est située au sud-est de l'Allier, dans la Montagne bourbonnaise, à proximité de la limite avec le département de la Loire.
Elle se trouve dans la haute vallée de la Besbre, entre le Bois Bizin à l'ouest et les monts de la Madeleine à l'est.
Quatre communes sont limitrophes :
| Saint-Clément        |             | Saint-Nicolas-des-Biefs |
| Ferrières-sur-Sichon | La Chabanne |                         |
|                      | Laprugne    |                         |

### Hydrographie
Elle est traversée par la Besbre ainsi que par plusieurs affluents.

### Climat
Pour des articles plus généraux, voir Climat d'Auvergne-Rhône-Alpes et Climat de l'Allier.
En 2010, le climat de la commune est de type climat des marges montagnardes, selon une étude du CNRS s'appuyant sur une série de données couvrant la période 1971-2000. En 2020, Météo-France publie une typologie des climats de la France métropolitaine dans laquelle la commune est exposée à un climat de montagne ou de marges de montagne et est dans la région climatique Nord-est du Massif Central, caractérisée par une pluviométrie annuelle de 800 à 1 200 mm, bien répartie dans l’année.
Pour la période 1971-2000, la température annuelle moyenne est de 9,8 °C, avec une amplitude thermique annuelle de 16 °C. Le cumul annuel moyen de précipitations est de 1 080 mm, avec 11,6 jours de précipitations en janvier et 7,6 jours en juillet. Pour la période 1991-2020, la température moyenne annuelle observée sur la station météorologique de Météo-France la plus proche, « Saint-Nicolas », sur la commune de Saint-Nicolas-des-Biefs à 5 km à vol d'oiseau, est de 8,2 °C et le cumul annuel moyen de précipitations est de 1 387,2 mm,. Pour l'avenir, les paramètres climatiques de la commune estimés pour 2050 selon différents scénarios d'émission de gaz à effet de serre sont consultables sur un site dédié publié par Météo-France en novembre 2022.

## Urbanisme

### Typologie
Au 1er janvier 2024, La Chabanne est catégorisée commune rurale à habitat très dispersé, selon la nouvelle grille communale de densité à 7 niveaux définie par l'Insee en 2022.
Elle est située hors unité urbaine et hors attraction des villes,.

### Occupation des sols

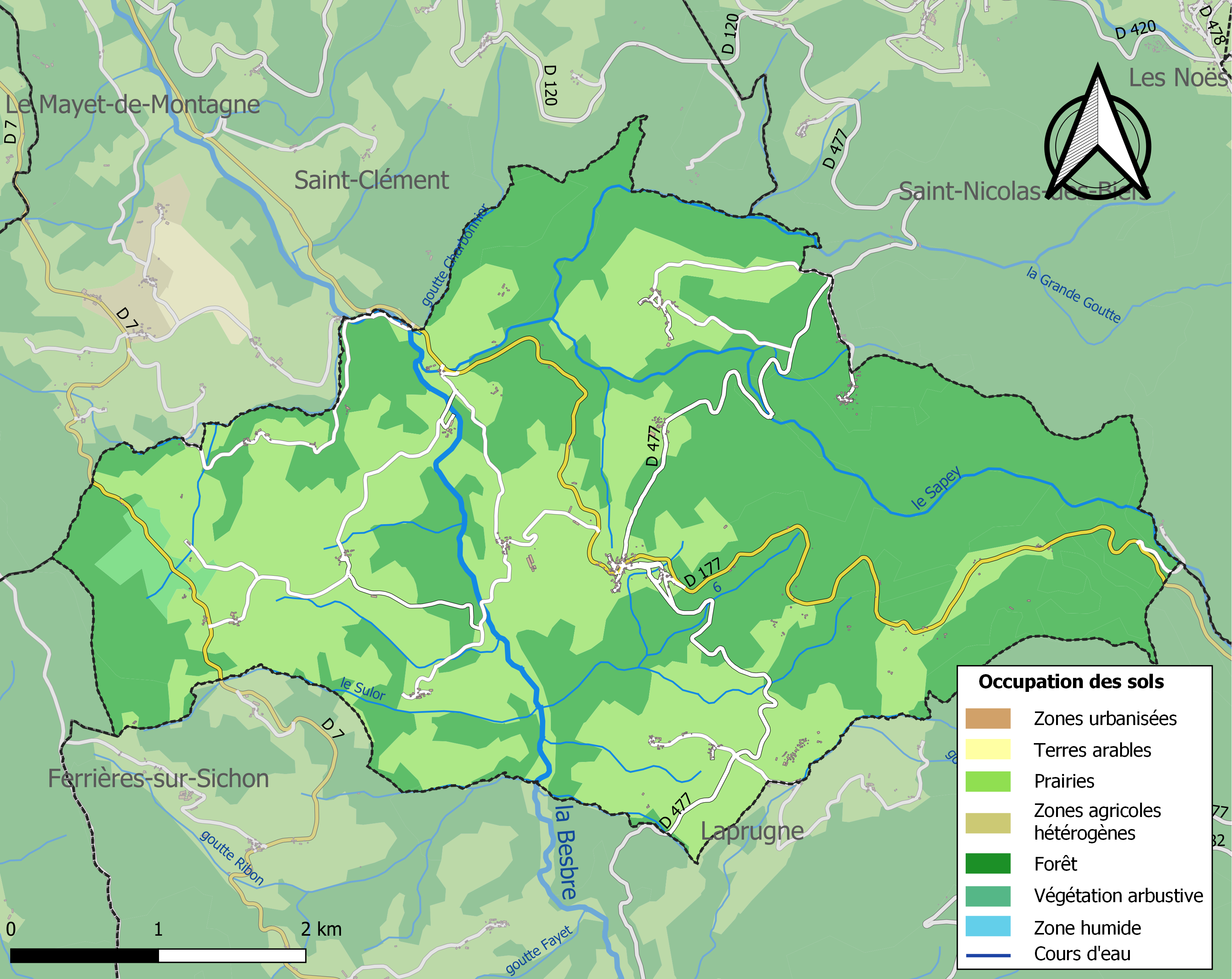
Carte des infrastructures et de l'occupation des sols de la commune en 2018 (CLC).

L'occupation des sols de la commune, telle qu'elle ressort de la base de données européenne d’occupation biophysique des sols Corine Land Cover (CLC), est marquée par l'importance des forêts et milieux semi-naturels (58,9 % en 2018), une proportion sensiblement équivalente à celle de 1990 (59,3 %). La répartition détaillée en 2018 est la suivante : forêts (57,7 %), prairies (41,1 %), milieux à végétation arbustive et/ou herbacée (1,2 %).
L'IGN met par ailleurs à disposition un outil en ligne permettant de comparer l’évolution dans le temps de l’occupation des sols de la commune (ou de territoires à des échelles différentes). Plusieurs époques sont accessibles sous forme de cartes ou photos aériennes : la carte de Cassini (XVIIIe siècle), la carte d'état-major (1820-1866) et la période actuelle (1950 à aujourd'hui).

### Planification de l'aménagement
L'ancienne communauté de communes de la Montagne bourbonnaise, dont La Chabanne était membre, avait prescrit l'élaboration d'un plan local d'urbanisme intercommunal (PLUi) en 2014. À la suite de la fusion de la communauté de communes avec la communauté d'agglomération de Vichy Val d'Allier le 1er janvier 2017, c'est Vichy Communauté qui poursuit les procédures de l'élaboration de ce document, approuvé en conseil communautaire le 31 mars 2022 et exécutoire depuis le 13 mai 2022.

### Voies de communication et transports
La commune est traversée par la route départementale 177, reliant Saint-Clément et Le Mayet-de-Montagne au pied de la station de La Loge des Gardes, ainsi que la RD 477 menant directement au village limitrophe de Laprugne.
Une route relie le centre du village à la route départementale 7.

## Toponymie
Du bas-latin capanna, désignant une hutte et qui a donné le mot « chabana » en arpitan local.
La Chabanne est une des quelques communes du département de l'Allier à faire partie de l'aire linguistique du francoprovençal (arpitan). Cette aire linguistique comprend aussi dans le Bourbonnais les communes de Saint-Pierre-Laval, Saint-Nicolas-des-Biefs, Laprugne et Lavoine.

## Histoire
La commune de La Chabanne est de création récente. En 1849, elle a été constituée par réunion sur son territoire de divers villages appartenant précédemment aux communes voisines de Saint-Clément, de Laprugne et de Saint-Nicolas-des-Biefs.
La commune de La Chabanne possède de nombreux petits hameaux dont les plus connus sont Aurouer, Brunard ainsi que Périasse. Chaque hameau possède une croix (symbole de la religion catholique), toutes ces croix affichés dans l'église de cette même commune.

## Politique et administration
| Période                                  | Période                       | Identité             | Étiquette | Qualité |
| ---------------------------------------- | ----------------------------- | -------------------- | --------- | ------- |
| Les données manquantes sont à compléter. |                               |                      |           |         |
| mars 2001                                | mars 2008                     | Jean-Baptiste Monat  |           |         |
| mars 2008                                | janvier 2013                  | Jean-François Perret |           |         |
| mars 2013                                | En cours (au 16 février 2025) | Jean-Marc Bourel     |           | Cadre   |

## Population et société

### Démographie

#### Évolution démographique
Les habitants de la commune sont appelés les Chabannais et les Chabannaises.
L'évolution du nombre d'habitants est connue à travers les recensements de la population effectués dans la commune depuis 1851. Pour les communes de moins de 10 000 habitants, une enquête de recensement portant sur toute la population est réalisée tous les cinq ans, les populations de référence des années intermédiaires étant quant à elles estimées par interpolation ou extrapolation. Pour la commune, le premier recensement exhaustif entrant dans le cadre du nouveau dispositif a été réalisé en 2007.

En 2022, la commune comptait 172 habitants, en évolution de −8,99 % par rapport à 2016 (Allier : −1,38 %, France hors Mayotte : +2,11 %).
| 1851 | 1856 | 1861 | 1866 | 1872 | 1876 | 1881 | 1886 | 1891  |
| ---- | ---- | ---- | ---- | ---- | ---- | ---- | ---- | ----- |
| 971  | 861  | 837  | 940  | 931  | 964  | 965  | 967  | 1 077 |

| 1896  | 1901 | 1906 | 1911 | 1921 | 1926 | 1931 | 1936 | 1946 |
| ----- | ---- | ---- | ---- | ---- | ---- | ---- | ---- | ---- |
| 1 030 | 991  | 939  | 869  | 795  | 835  | 774  | 675  | 625  |

| 1954 | 1962 | 1968 | 1975 | 1982 | 1990 | 1999 | 2006 | 2007 |
| ---- | ---- | ---- | ---- | ---- | ---- | ---- | ---- | ---- |
| 560  | 473  | 380  | 321  | 263  | 215  | 192  | 190  | 190  |

| 2012 | 2017 | 2022 | - | - | - | - | - | - |
| ---- | ---- | ---- | - | - | - | - | - | - |
| 195  | 186  | 172  | - | - | - | - | - | - |

#### Pyramide des âges
En 2021, le taux de personnes d'un âge inférieur à 30 ans s'élève à 18,4 %, soit en dessous de la moyenne départementale (29,0 %). À l'inverse, le taux de personnes d'âge supérieur à 60 ans est de 46,8 % la même année, alors qu'il est de 35,6 % au niveau départemental.
En 2021, la commune comptait 89 hommes pour 85 femmes, soit un taux de 51,15 % d'hommes, largement supérieur au taux départemental (47,97 %).
Les pyramides des âges de la commune et du département s'établissent comme suit :
| Hommes | Classe d’âge | Femmes |
| ------ | ------------ | ------ |
| 3,5    | 90 ou +      | 3,6    |
| 8,1    | 75-89 ans    | 14,5   |
| 37,2   | 60-74 ans    | 26,5   |
| 16,3   | 45-59 ans    | 24,1   |
| 16,3   | 30-44 ans    | 13,3   |
| 10,5   | 15-29 ans    | 6,0    |
| 8,1    | 0-14 ans     | 12,0   |

| Hommes | Classe d’âge | Femmes |
| ------ | ------------ | ------ |
| 1,2    | 90 ou +      | 3      |
| 10     | 75-89 ans    | 13,4   |
| 21,3   | 60-74 ans    | 22     |
| 20,6   | 45-59 ans    | 19,6   |
| 15,7   | 30-44 ans    | 15     |
| 15,6   | 15-29 ans    | 12,9   |
| 15,7   | 0-14 ans     | 14     |

### Enseignement
La Chabanne dépend de l'académie de Clermont-Ferrand. Elle gère une école élémentaire publique.
Les collégiens sont scolarisés au Mayet-de-Montagne et les lycéens au lycée Albert-Londres à Cusset.

## Économie

### Revenus de la population et fiscalité
En 2011, le revenu fiscal médian par ménage s'élevait à 16 817 €, ce qui plaçait La Chabanne au 31 776e rang des communes de plus de 49 ménages en métropole.

### Emploi
En 2020, la population âgée de 15 à 64 ans s'élevait à 91 personnes, parmi lesquelles on comptait 69,1 % d'actifs dont 59,8 % ayant un emploi et 9,3 % de chômeurs.
On comptait 27 emplois dans la zone d'emploi. Le nombre d'actifs ayant un emploi résidant dans la zone étant de 55, l'indicateur de concentration d'emploi est de 48,8 %, ce qui signifie que la commune offre moins d'un emploi par habitant actif.
32 des 55 personnes âgées de 15 ans ou plus (soit 58,6 %) sont des salariés. 41,4 % des actifs travaillent dans la commune de résidence.

### Entreprises et commerces
Au 31 décembre 2020, La Chabanne comptait neuf unités légales, dont trois dans la construction, et autant d'établissements.

## Culture et patrimoine

### Lieux et monuments
- Sentier pédagogique. Boucle de randonnée facile de 3,5 km (environ 1 h), 120 m de dénivelé, à travers une forêt de feuillus et de résineux ; elle est jalonnée de panneaux sur la faune, la flore ou l'histoire de la commune et offre une vue panoramique sur la vallée de la Besbre[22].
- Ancien puits de mine au lieu-dit Ramillard. Il a été restauré et sécurisé par une équipe de volontaires, dans le cadre d'un chantier de jeunes.
- Église Sainte-Marie de La Chabanne.

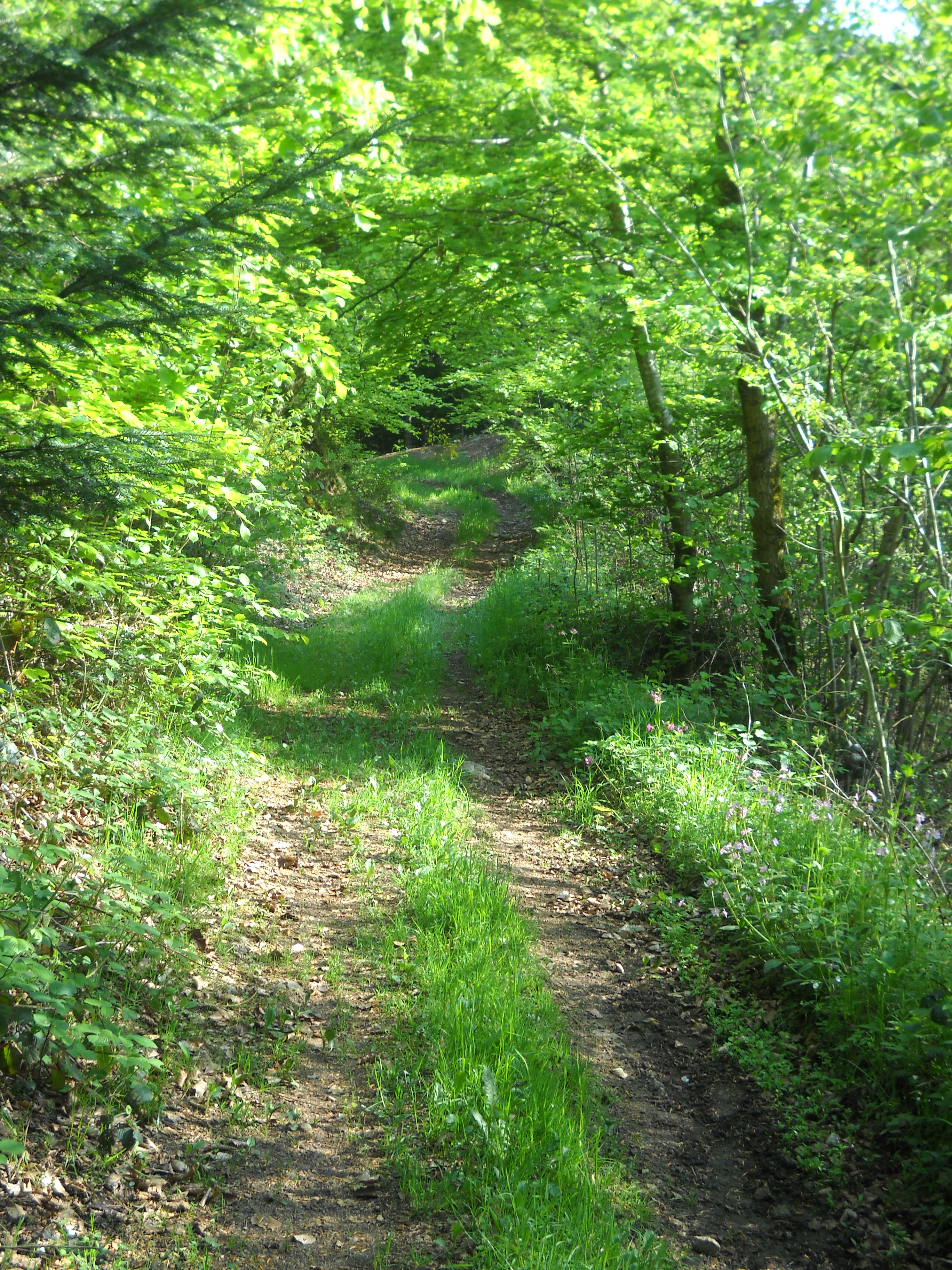
Sentier pédagogique.
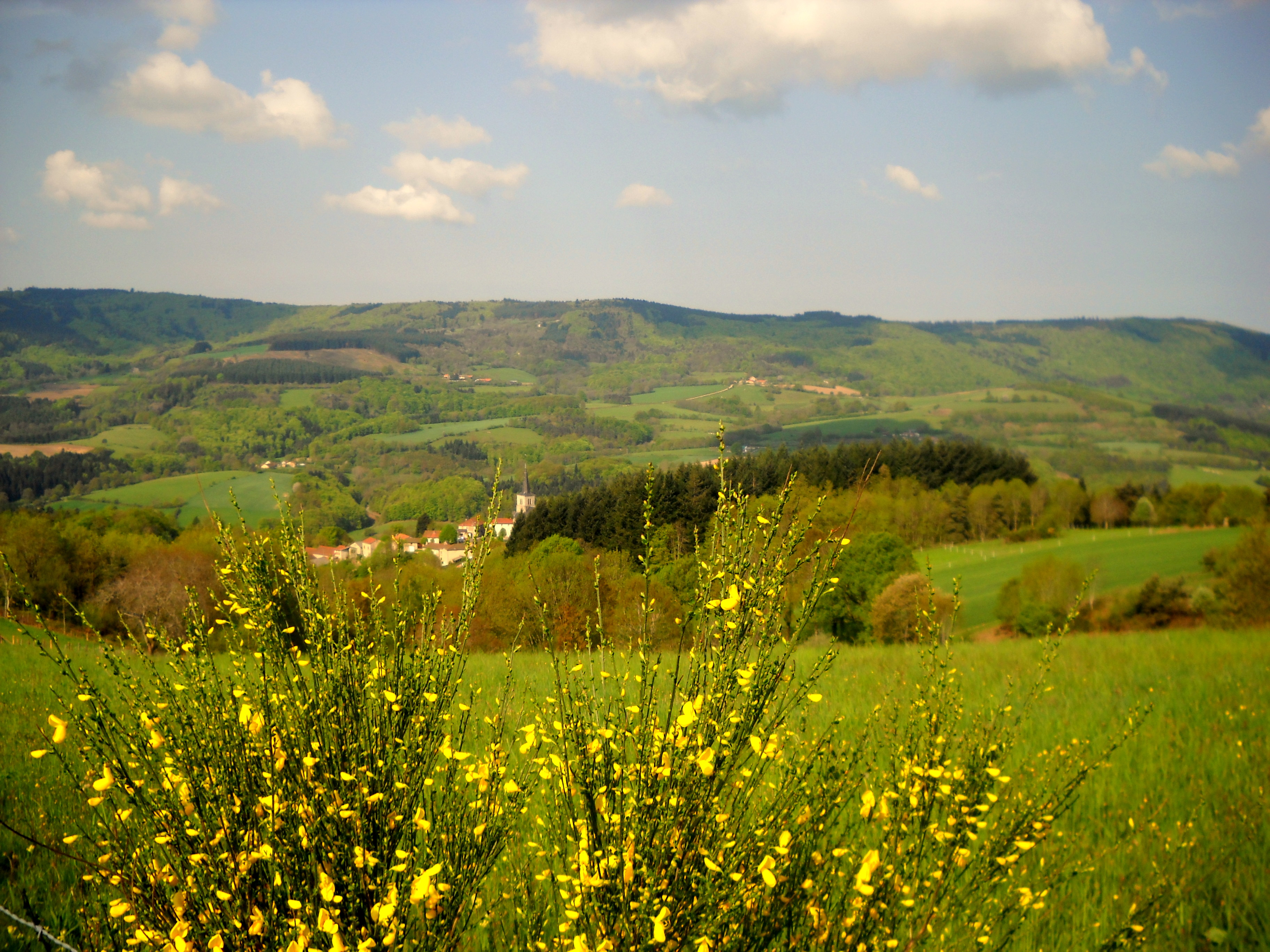
Vue sur la vallée de la Besbre.
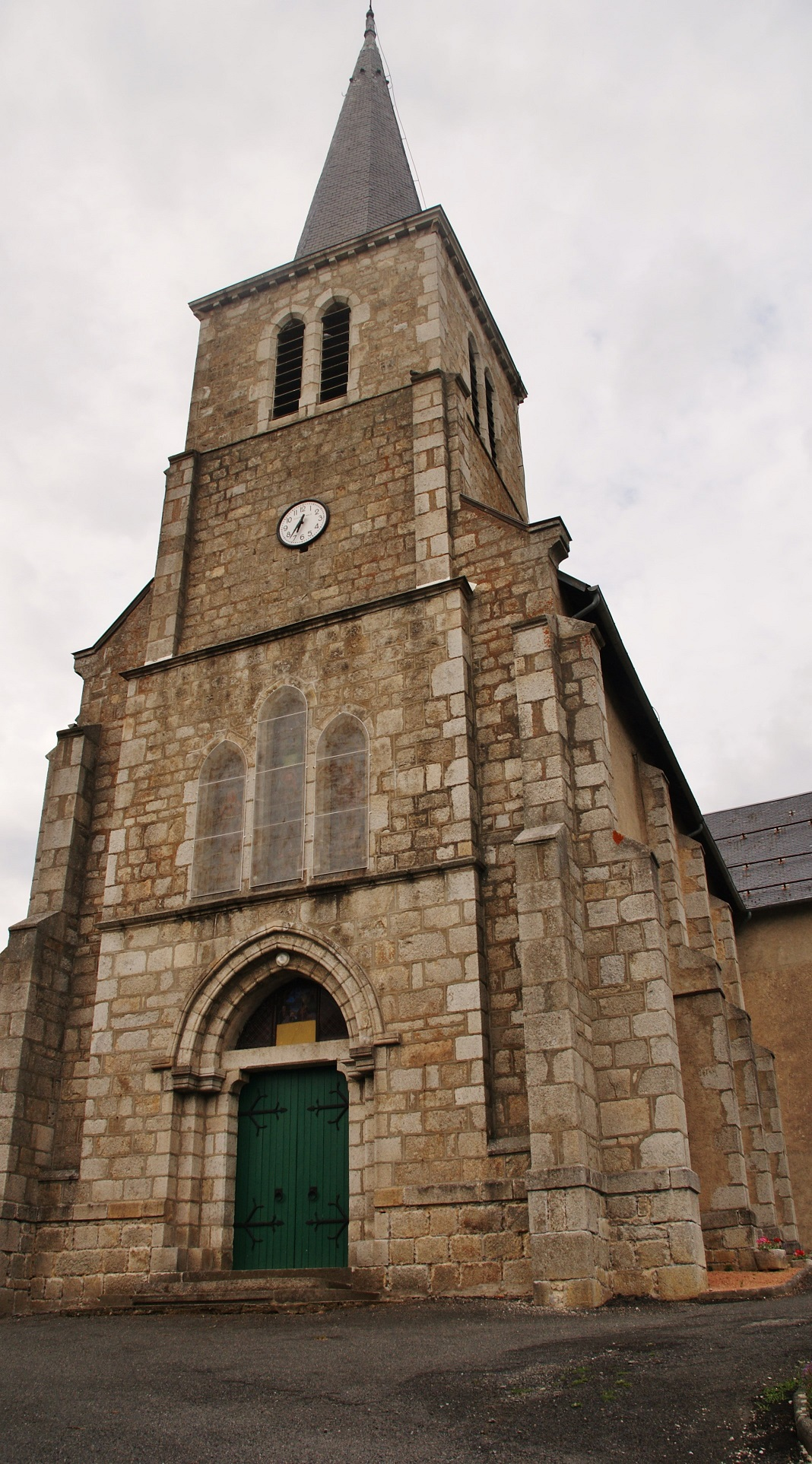
Église Sainte-Marie.
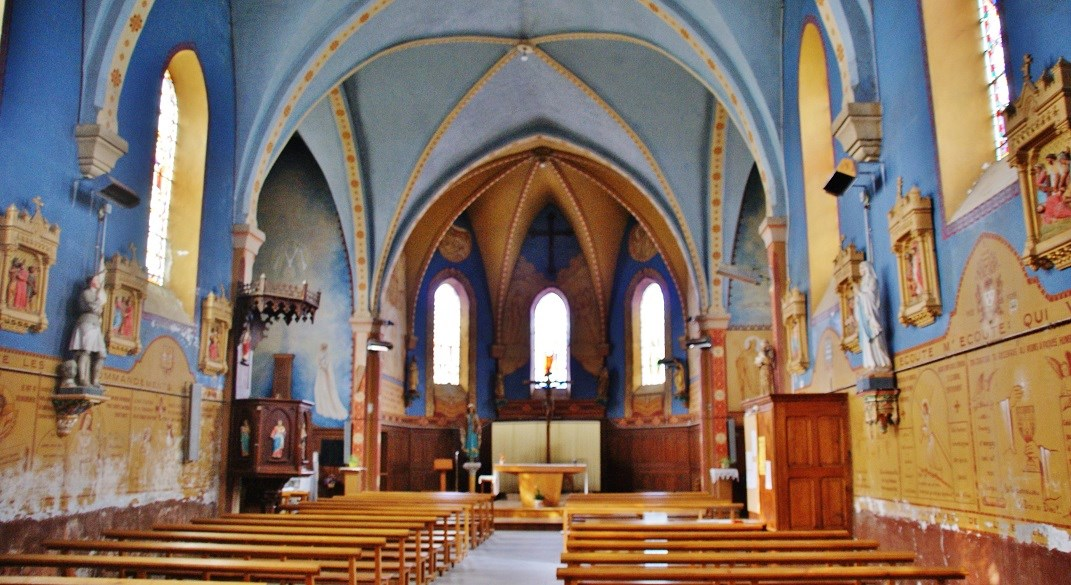
Intérieur de l'église.